# (121547) Fenghuotongxin
(121547) Fenghuotongxin est un astéroïde de la ceinture principale, de la famille de Hungaria.

## Description
(121547) Fenghuotongxin est un astéroïde de la ceinture principale, de la famille de Hungaria. Il présente une orbite caractérisée par un demi-grand axe de 1,98 UA, une excentricité de 0,07 et une inclinaison de 22,1° par rapport à l'écliptique.

## Compléments